# Wiseguy
Wiseguy foi uma série de televisão estadunidense exibida no período de 1987 a 1990, sobre as aventuras de Vincent "Vinnie" Terranova, um agente disfarçado da OCB (Organized Crime Bureau, "Escritório do Crime Organizado"), divisão fictícia do FBI. 
Produzida por Stephen J. Cannell, o programa difere dos demais dramas sobre o combate ao crime por usar "ciclos de histórias". E focalizar muitas vezes desagradáveis consequências das ações do protagonista, usando os mecanismos do trabalho de detetive. Jerry Lewis, famoso cômico da TV e do cinema estadunidense, aceitou fazer um papel dramático em alguns episódios da série.
Em 1996, foi lançado um telefilme baseado na série. O longa também foi estrelado por Ken Wahl, que mais uma vez voltou a interpretar Vincent "Vinnie" Terranova.

## Prêmios e nomeações
- Prêmio Emmy
  - 1989: Nomeado por Edição de som para séries
  - 1990: Nomeado por serie Dramática, Ator em série Dramatica (Wahl), Ator coajovante  em série dramatica (Banks), Edição para Séries - produções com  um unica Camera, e Edição de Som para Série
- Golden Globe Awards
  - 1989: Nomeado por melhor serie de TV-Séries - Drama e melhor atuação por ator em série de TV - Drama (Wahl)
  - 1990: Venceu como melhor atuação por ator em série de TV - Drama (Wahl)
  - 1990: Nomeado por melhor série de TV - Drama
- Prêmio Edgar
  - 1988: Nomeado por melhor episódio de tv (Eric Blakeney, for "The Marriage Of Heaven And Hell")
  - 1989: Nomeado por melhor episodio de tv (David J. Burke and Stephen Kronish, for "Date With An Angel")
  - 1990: Venceu por melhor episódio de tv (David J. Burke and Alfonse Ruggiero Jr., for "White Noise")

## Recepção da crítica
Em sua 1ª temporada, Wiseguy teve recepção mista por parte da crítica especializada. Com base de 7 avaliações profissionais, alcançou uma pontuação de 56% no Metacritic.